# Brégovo (obchtina)
Pour l’article homonyme, voir Brégovo.
La commune de Brégovo (en bulgare Община Брегово - Obchtina Brégovo) est située dans le nord-ouest de la Bulgarie.

## Géographie
La commune de Brégovo est située dans le nord-ouest de la Bulgarie, à 220 km au nord-nord-ouest de la capitale Sofia. 
Son chef lieu est la ville de Brégovo et elle fait partie de la région de Vidin.
| 1975   | 1985   | 1992  | 2001  | 2005  | 2010  |
| ------ | ------ | ----- | ----- | ----- | ----- |
| 12 144 | 10 243 | 9 231 | 7 515 | 6 725 | 6 036 |

,,

## Administration

### Structure administrative
La commune compte 1 ville et 9 villages :
| - ville de Brégovo - village de Baléi - village de Déléïna - village de Gamzovo - village de Kalina | - village de Kossovo - village de Koudélin - village de Rakitnitsa - village de Tiyanovtsi - village de Vrav |

### Maires
- 1995-1999 Aleksandr Firkov (Liste d'union PSB - UAAS - CPE)
- 1999-20..  Miltcho Vakov (PSB)

## Galerie

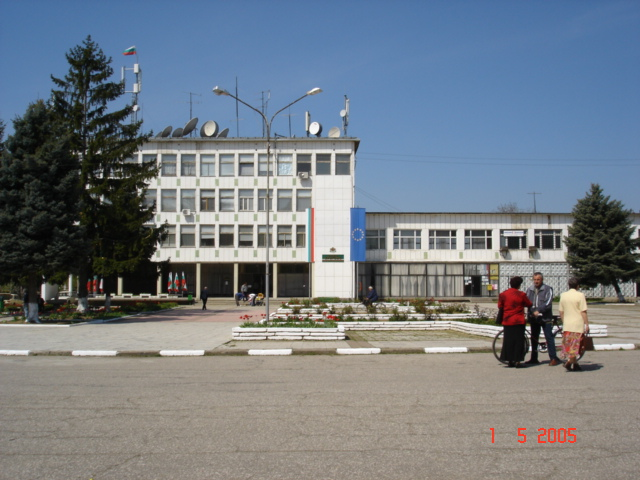
La mairie de Brégovo
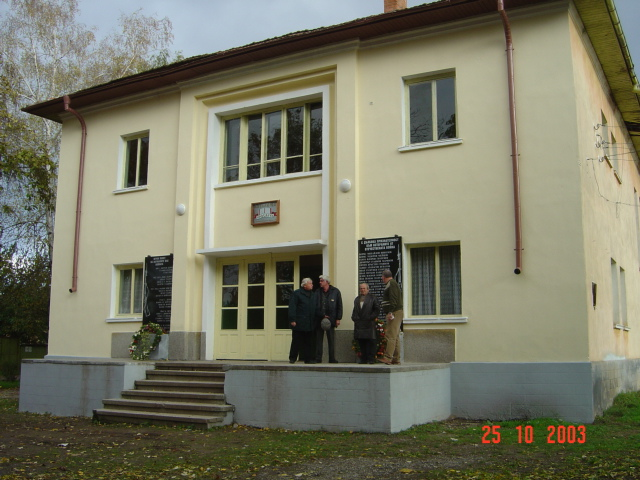
La maison de la culture de Baléi